# 鈴木和香奈
鈴木 和香奈（すずき わかな、1976年6月1日- ）は、日本のタレント。元レースクイーン（1998 「ナインテンポルシェ」1999「bigend」レースクイーン）。TV出演、モデル、パーソナリティ等

## 略歴
山形県出身。血液型:O型。身長：169cm 。スリーサイズ-B：84cm、Ｗ：58cm、Ｈ：83cm 。
1997〜1998年 上岡龍太郎のイチャ門天レギュラー出演。
1997～1998年、フジテレビA女E女に出演。「A女E女」メンバー。
1998〜2001年 テレビ東京ロンドンブーツのヤミスキ
1998〜［910ポルシェ］レースクイーン
1999年［big end］レースクイーン 2000年4月1日～2001年3月31日、日本テレビ恋のから騒ぎ第7期メンバー。
2001年 TBSドラマハンドク
モーターショー、オートサロン等のコンパニオン、横浜ベイホールライブ出演、ラジオパーソナリティ、司会業等。
現在は彼女の地元のラジオ局「FM山形」のパーソナリティ。